# Cantonul Versailles-Sud
Cantonul Versailles-Sud este un canton din arondismentul Versailles, departamentul Yvelines, regiunea Île-de-France, Franța.

## Comune
- Versailles, deel van de gemeente : 24964 locuitori (reședință)
- Jouy-en-Josas : 7946 locuitori
- Buc : 5764 locuitori
- Châteaufort : 1453 locuitori
- Les Loges-en-Josas : 1451 locuitori
- Toussus-le-Noble : 659 locuitori